# Metaxygnathus
Metaxygnathus is een geslacht van uitgestorven basale Tetrapodomorpha. De fossiele overblijfselen zijn gevonden in New South Wales (Australië), in afzettingen van het Laat-Devoon (Frasnien - Famennien, ongeveer 360 miljoen jaar geleden).

## Naamgeving
De enige fossiele resten die tot nu toe zijn gevonden, holotype ANU28780A, & B, worden vertegenwoordigd door een geïsoleerde rechteronderkaak, benoemd door Campbell en Bell in 1977. Bell ontdekte het specimen bij Forbes; het bestaat uit de kaak en een tegenoverliggend natuurlijk afgietsel ervan. De typesoort is Metaxygnathus denticulus. De geslachtsnaam betekent de 'tussenkaak', vermoedelijk een verwijzing naar de evolutionaire positie, waarbij de kaakvorm tussen die van 'vissen' en 'amfibieën' instaat. De soortaanduiding betekent 'met tandjes'.

## Beschrijving
De kaak is ongeveer twaalf centimeter lang en draagt ongeveer dertig tanden. Grote vangtanden ontbreken.

## Fylogenie
De onvolledigheid van de vondst en de geografische locatie lieten veel twijfels bij de onderzoekers, die de ware aard van deze kaak niet onmiddellijk herkenden. Pas na vele jaren (en na andere ontdekkingen van basale tetrapodomorfen uit het Devoon), maakten nieuwe studies door Jennifer A. Clack het mogelijk om te begrijpen dat Metaxygnathus inderdaad een basaal familielid was van de eerste tetrapoden. Naast Sinostega uit China is het Metaxygnathus-fossiel het enige overblijfsel van een tetrapode (of voorouderlijke vormen) uit het Devoon, die niet afkomstig is van het Euro-Amerikaanse platform.